# Szebasztián Szabó
Szebasztián Szabó (* 11. März 1996 in Frankfurt am Main) ist ein ungarischer Schwimmer, der 2017 als Sebastian Sabo (Себастиан Cабо) für Serbien antrat. Bei Weltmeisterschaften erschwamm er eine Bronzemedaille auf der 25-Meter-Bahn. Bei Europameisterschaften gewann er auf der Langbahn zweimal Gold und einmal Silber sowie auf der Kurzbahn dreimal Gold und viermal Silber.

## Karriere
Szebasztián Szabó ist in Deutschland geboren und wuchs in Serbien auf. Dort lernte er auch Schwimmen. 2017 trat er international für Serbien an, seit 2019 startet er für Ungarn, das Heimatland seines Vaters. Der Spezialist für Schmetterling und Freistil schwimmt für Győri Úszó SE.

### 2017 für Serbien
Sein internationales Debüt gab Szabó 2017 bei den Weltmeisterschaften in Budapest. Über 50 Meter Schmetterling erzielte er die 13. Halbfinalzeit. Mit der serbischen 4-mal-100-Meter-Freistilstaffel schwamm er die neuntbeste Vorlaufzeit und verfehlte das Finale um 0,77 Sekunden. Im Dezember 2017 bei den Kurzbahneuropameisterschaften in Kopenhagen erreichte die serbische 4-mal-50-Meter-Freistilstaffel den fünften Platz. Über 50 Meter Schmetterling siegte der Russe Alexander Popkow in 22,42 Sekunden vor dem Ukrainer Andrij Howorow in 22,43 Sekunden, die Bronzemedaille ging an den Briten Benjamin Proud und an Szabó, die beide nach 22,44 Sekunden anschlugen.

### Vom Debüt für Ungarn 2019 bis zum Olympiajahr 2021
Im März 2019 siegte Szabó bei den ungarischen Meisterschaften über 50 Meter Schmetterling und über 100 Meter Schmetterling.
Bei den Weltmeisterschaften 2019 in Gwangju schwamm er im Vorlauf in der ungarischen 4-mal-100-Meter-Freistilstaffel, die im Finale ohne ihn den siebten Platz belegte. Über 50 Meter Schmetterling wurde er Fünfter, 0,11 Sekunden hinter dem Drittplatzierten. Im Dezember 2019 bei den Kurzbahneuropameisterschaften in Glasgow belegte die 4-mal-50-Meter-Freistilstaffel den fünften Platz. Über 50 Meter Schmetterling siegte der Russe Oleg Kostin in 22,23 Sekunden vor Szabó in 22,35 Sekunden und dem Türken Ümitcan Güreş in 22,38 Sekunden. Ebenfalls Silber erschwammen Richárd Bohus, David Horvath, Szebasztián Szabó und Maksim Lobanovskii in der 4-mal-50-Meter-Lagenstaffel mit anderthalb Sekunden Rückstand auf das russische Quartett.
Wegen der COVID-19-Pandemie wurden die meisten für 2020 geplanten Wettbewerbe auf 2021 verschoben. Bei den Europameisterschaften 2021 in Budapest belegte die 4-mal-100-Meter-Freistilstaffel mit Nándor Németh, Szebasztián Szabó, Richárd Bohus und Kristóf Milák den vierten Platz mit 0,63 Sekunden Rückstand auf die Bronzemedaille. Über 100 Meter Freistil schied Szabó als Elfter im Halbfinale aus. Über 50 Meter Schmetterling gewann Szabó den Titel in 23,00 Sekunden vor dem Ukrainer Andrij Howorow in 23,01 Sekunden. Szabó erreichte auch das Finale über 100 Meter Schmetterling und wurde Achter, dieses Rennen gewann Kristóf Milák, der auch die 200 Meter Schmetterling für sich entschied. Damit gingen alle drei Titel im Schmetterlingsschwimmen an das Gastgeberland Ungarn.
Zwei Monate später bei den ebenfalls aus 2020 verschobenen Olympischen Spielen in Tokio schwamm die 4-mal-100-Meter-Freistilstaffel mit Milák, Szabó, Bohus und Németh die sechstschnellste Vorlaufzeit und steigerte sich im Endlauf auf den fünften Rang. Über 100 Meter Freistil schied Szabó in 48,51 Sekunden als 20. der Vorläufe aus, für das Erreichen des Halbfinales fehlten ihm 0,08 Sekunden. Über 100 Meter Schmetterling schwamm Szabó im Halbfinale die 14. Zeit.
Im November 2021 bei den Kurzbahneuropameisterschaften in Kasan siegte Szabó über 100 Meter Schmetterling mit 0,11 Sekunden Vorsprung auf den Italiener Michele Lamberti. Über 50 Meter Freistil siegte Szabó ebenfalls vor einem Italiener, Lorenzo Zazzeri schlug 0,12 Sekunden nach Szabó an. Über 50 Meter Schmetterling gewann Szabó seine dritte Goldmedaille und stellte dabei in 21,75 Sekunden den drei Jahre alten Kurzbahnweltrekord des Brasilianers Nicholas Santos ein.
Im Dezember 2021 fanden die Kurzbahnweltmeisterschaften in Abu Dhabi statt. Szabó wurde Siebter über 50 Meter Freistil. Über 50 Meter Schmetterling siegte Nicholas Santos vor Dylan Carter aus Trinidad und Tobago und dem Italiener Matteo Rivolta, der in Kasan Zweiter geworden war. Szabó belegte den vierten Platz 0,12 Sekunden hinter Rivolta.

### Die Jahre bis zur zweiten Olympiateilnahme 2024
Im Juni 2022 bei den Weltmeisterschaften in Budapest belegte die 4-mal-100-Meter-Freistilstaffel mit Németh, Szabo, Bohus und Milák den fünften Platz. Über 50 Meter Schmetterling wurde Szabó Sechster. Über 50 Meter Freistil schließlich schlug Szabó als Vierter an mit drei Hundertstelsekunden Rückstand auf den drittplatzierten Franzosen Maxime Grousset. Im August bei den Europameisterschaften in Rom belegte Szabó über 50 Meter Schmetterling den achten Platz.
In der 4-mal-100-Meter-Freistilstaffel siegten die Italiener mit fast zwei Sekunden Vorsprung vor Németh, Szabo, Dániel Mészáros und Milák. Über 50 Meter Freistil schied Szabó im Halbfinale aus. Einen Tag zuvor wurde Szanó Siebter mit der 4-mal-100-Meter-Mixed-Freistilstaffel. Ende 2022 bei den Kurzbahnweltmeisterschaften in Melbourne siegte Nicholas Santos über 50 Meter Schmetterling vor dem Schweizer Noè Ponti, 0,02 Sekunden hinter dem Schweizer erkämpfte Szabó die Bronzemedaille. Über 50 Meter Freistil erreichte Szabó das Ziel als Vierter mit 0,12 Sekunden Rückstand auf den drittplatzierten Dylan Carter.
2023 bei den Weltmeisterschaften in Fukuoka erreichte Szabó kein Finale. Seine beste Platzierung war der zehnte Rang im Halbfinale über 50 Meter Schmetterling. Ende des Jahres bei den Kurzbahneuropameisterschaften in Otopeni erreichte Szabó mit der 4-mal-50-Meter-Freistilstaffel den fünften Platz. Über 50 Meter Freistil siegte der Brite Benjamin Proud mit über einer halben Sekunde Vorsprung vor dem Franzosen Florent Manaudou und Szebasztián Szabó, die zeitgleich Zweite wurden. Über 50 Meter Schmetterling gewann Noè Ponti mit 0,17 Sekunden Vorsprung vor Szabó. Mit der 4-mal-50-Meter-Mixed-Freistilstaffel belegte Szabó den fünften Rang.
Im Februar 2024 bei den Weltmeisterschaften in Doha belegte die 4-mal-100-Meter-Freistilstaffel mit Nándor Németh, Szebasztián Szabó, Dániel Mészáros und Ádám Jászó den fünften Platz. Über 50 Meter Schmetterling schied Szabó als Elfter im Halbfinale aus. Vier Monate später bei den Europameisterschaften in Belgrad belegte Szabó den fünften Platz über 50 Meter Schmetterling und den siebten Platz über 50 Meter Freistil. Die 4-mal-100-Meter-Lagenstaffel mit Ádám Jászó, Dániel Sós, Hubert Kós und Szebasztián Szabó belegte den vierten Platz, hatte aber über anderthalb Sekunden Rückstand auf die Medaillenränge. In der 4-mal-100-Meter-Mixed-Freistilstaffel erreichten Bence Szabados, Boldizsár Magda, Nikolett Pádár und Minna Ábrahám das Finale mit der schnellsten Vorlaufzeit. Im Finale Hubert Kós, Szebasztián Szabó, Panna Ugrai und Nikolett Pádár über vier Sekunden schneller als die Vorlaufstaffel und gewannen den Titel mit fast einer Sekunde Vorsprung vor dem polnischen Quartett. Alle sieben Beteiligten aus dem ungarischen Team erhielten eine Goldmedaille. Einen Monat nach den Europameisterschaften fanden die Olympischen Spiele in Paris statt. Die 4-mal-100-Meter-Freistilstaffel mit Nándor Németh, Szebasztián Szabó, Ádám Jászo und Hubert Kós belegte den achten Platz. Über 50 Meter Freistil schwamm Szabó die 24. Vorlaufzeit. Ende 2024 trat Szabó bei den Kurzbahnweltmeisterschaften in Budapest an. Über 50 Meter Schmetterling erreichte er den vierten Platz in 22,00 Sekunden und lag damit 0,32 Sekunden hinter dem Drittplatzierten.

### Rettungsschwimmen
Szebasztián Szabó nahm 2022 an den World Games im Rettungsschwimmen teil und erschwamm zwei Mannschafts-Goldmedaillen.